# Refilwe Molongwane
Refilwe Molongwane (ur. 27 maja 1994) – południowoafrykańska zapaśniczka walcząca w stylu wolnym. Zdobyła srebrny medal na mistrzostwach Afryki w 2015. Piąta na igrzyskach wspólnoty narodów w 2014 roku.